# Sicya pergilvaria
Sicya pergilvaria là một loài bướm đêm trong họ Geometridae.